# Пролетерска књижевност у Јапану
Пролетерска књижевност у Јапану је правац у јапанској књижевности, присутан 20-тих и 30-тих година XX века. Дела настала под утицајем овог покрета била су писана у духу социјалистичког реализма.

## Историјска позадина
Период Таишо (1912-1926), у преводу „Велика праведност", уследио је наком периода Меиђи. У овом периоду у Јапану долази до оживљавања демократије, а политичке партије први пут добијају значајнију улогу. Међутим, то је такође и период послератне депресије, након Првог светског рата и радничких штрајкова. У таквим условима из Европе у Јапан долаз идеје марксизма, што ће временом довести до стварања „Покрета за пролетерску књижевност“.

## Развој
За почетак пролетерске књижевности сматра се појава часописа „Сејач“ који је почео да излази фебруара 1921. године након формирања „Социјалистичке лиге Јапана“ , децембра 1920. „Сејач“ је био политички и култорно-просветни часопис, имао је међународну сарадњу са француским, енглеским и руским прогресивним круговима, а главни уредници, Комаки Оми и Канеко Јобун су сматрали да часопис треба да буде савремен, интернационалан и револуционаран. Књижевна дела су пре свега била агитационог карактера, док је уметничка вредност била ниска. Неки од бољих радова су „До ноћног пожара“ (Имано Кензо) и „Путник треће класе“ (Маедако Хироићиро). Првим правим уметничким делом пролетерске књижевности сматра се дело „Људи који живе на мору“ из 1926. године које је написао Хајама Јошики.

## Ставови о покрету
- Књижевни критичар Хома Хисао је 1916. године у часопису „Васеда бунгаку“ објавио чланак под називом „О народној уметности“ у коме је изнео став да „Уметност није предвиђена само за један део друштва већ мора да служи целом народу.“[3] Овај чланак је довео до расправе у којој је разматрана улога народне уметности.
- Осуги Сакае сматрао је: „народна уметност је уметност маса – то је уметност новог света коју стварају радници“[3]
- Като Кађуо: „народна уметност је хуманистичка и намена уметности маса није политичка борба“[3].
- Главни теоретичар „Покрета за пролетерску кљижевност“, Хирабајаши Хацуносуке, у својим есејима је писао да „Књижевност представља облик друштвене свести, слично религији, моралу, филозофији; она мора имати класни карактер и варају се сви писци који сматрају да се могу уздићи изнад класа.“[4]
- Јасунари Кавабата је сматрао да су писци пролетерске књижевности приказили нови начин прихватања осећања, због чега их је поштовао, иако није припадао покрету.

## Часописи

### „Сејач"
Часопис чија се појава, 1921. године сматра почетком пролетерске кљижевности у Јапану. Забрањен је након Канто земљотреса 1923. године због изношења критичких ставова.

### „Књижевни фронт“
И након забране часописа „Сејач", леви покрет је наставио своју активност и већ јула 1924. године је изашао први број часописа „Књижевни фронт“, који је основан од стране редакције „Сејача“. Овим је почео други период покрета за пролетерску књижевност окарактерисан унутрашњим борбама у Комунистичкој партији Јапана због којих развој пролетерске књижевности и културе није био континуиран већ су се културна удружења често распадала, а затим изнова састављала.

### „Застава борбе“
Године 1928. настаје „Све-јапанска федерација Пролетерске уметности“ која почиње са издавањем часописа „Застава борбе“. Ова федерација је промеинила име 1931. године у „Федерација пролетерске културе Јапана“ (скраћено КОРФ), а часопис „Застава борбе“ мења име у „Пеолетерска култура“.
За време постојања ових федерација пролетерска књижевност је достигла врхунац, тада је стварало више писаца међу којима су најзначајнији Токунага Сунао и Кобајаши Такииђи. КОРФ је распуштен 1934. године због притисака владе и унутрашњих сукоба.

## Представници
- Кобајаши Такиђи (октобар 13, 1903 – фебруар 20, 1933) током живота је писао новеле и приче у којима је исказивао саосећајност са радничком класом.[5]  - Кобајаши Такиђи
- Хајама Јошики (март 12, 1894 – октобар 18, 1945) најпознатији је по делу „Људи који живе на мору“. Био је укључен у радничке покрете, али је каснје постао присталица јапанског имеријализма.

## Дела
- „Ловац на ракове", Кобајаши Такиђи (1929) дело се бави тешкоћама кроз које пролази посада брода која лови ракове у одама између Јапана и Камчатке.[5] Овај роман је 2008. године, 79 година након првог појављивања, био је један од најпродаванијих романа у Јапану.[6] Постоји и филмска адаптација романа из 1953. године, као и манга адаптација из 2006. године.
- „Људи који живе на мору“, Хајама Јошики (1926)
- „До ноћног пожара“ Имано Кензо
- „Путник треће класе“ Маедако Хироићиро